# 朝鮮臨戦報国団
朝鮮臨戦報国団は日本統治時代の朝鮮で1941年9月に太平洋戦争支援のために多くの団体を統合して組職された連合団体である。10月21日に結成式をあげた。略して臨報団、報国団とも呼んだ。
崔麟、金東煥（김동환）が主導した臨戦対策協議会と尹致昊系列の興亜報国団が統合して結成された。設立目標は皇道精神の宣揚と戦時体制下での国民生活刷新を推進する事だった。
設立趣旨文によれば、半島民衆は特別志願兵の外に兵役に服務する名誉を持つことができないので、無限な皇恩に万分の一でも報いるために、国民運動の力強い一つの機関としての団体を設立する、と言いながら2千4百万朝鮮民衆に愛国の至情を訴えている。団体の綱領には次の五つを掲げた。
1. 皇道精神宣揚と思想の統一
2. 戦時体制の国民生活刷新
3. 国民皆の労働報国
4. 国家優先の原則のもとに貯金、生産、供出などに協力
5. 国防思想の普及

1941年10月22日京城府民館大講堂で朝鮮臨戦報国団出帆式が開かれ、2千4百万半島民皆一致結束して聖戦完遂を通じて皇国の興隆を期することを誓う宣誓文も朗読された。団長が崔麟、副団長が高元勲（고원훈）、専任理事が李晟煥（이성환）、顧問が朴重陽、尹致昊、などだった。12月14日には、李光洙、朱耀翰、李敦化（이돈화）などを演者とする米英打倒大講演会を開き、12月27日には、毛允淑、朴順天、崔貞熙、金活蘭（김활란）、朴仁徳（박인덕）、任淑宰（임숙재）などを演者とする決戦婦人大会を開いた。1942年1月5日には朝鮮臨戦報国団婦人隊を発足させ2月から軍服修理作業をした。約1年の間活発な活動をしたが、1942年11月に国民総力朝鮮連盟に吸収統合された。

## 参考資料
- 친일반민족행위진상규명위원회 （2007年12月）. 〈윤정현〉, 《2007년도 조사보고서 II - 친일반민족행위결정이유서》, 728～734ページ. 발간등록번호 11-1560010-0000002-10